# 퉁가바드라강

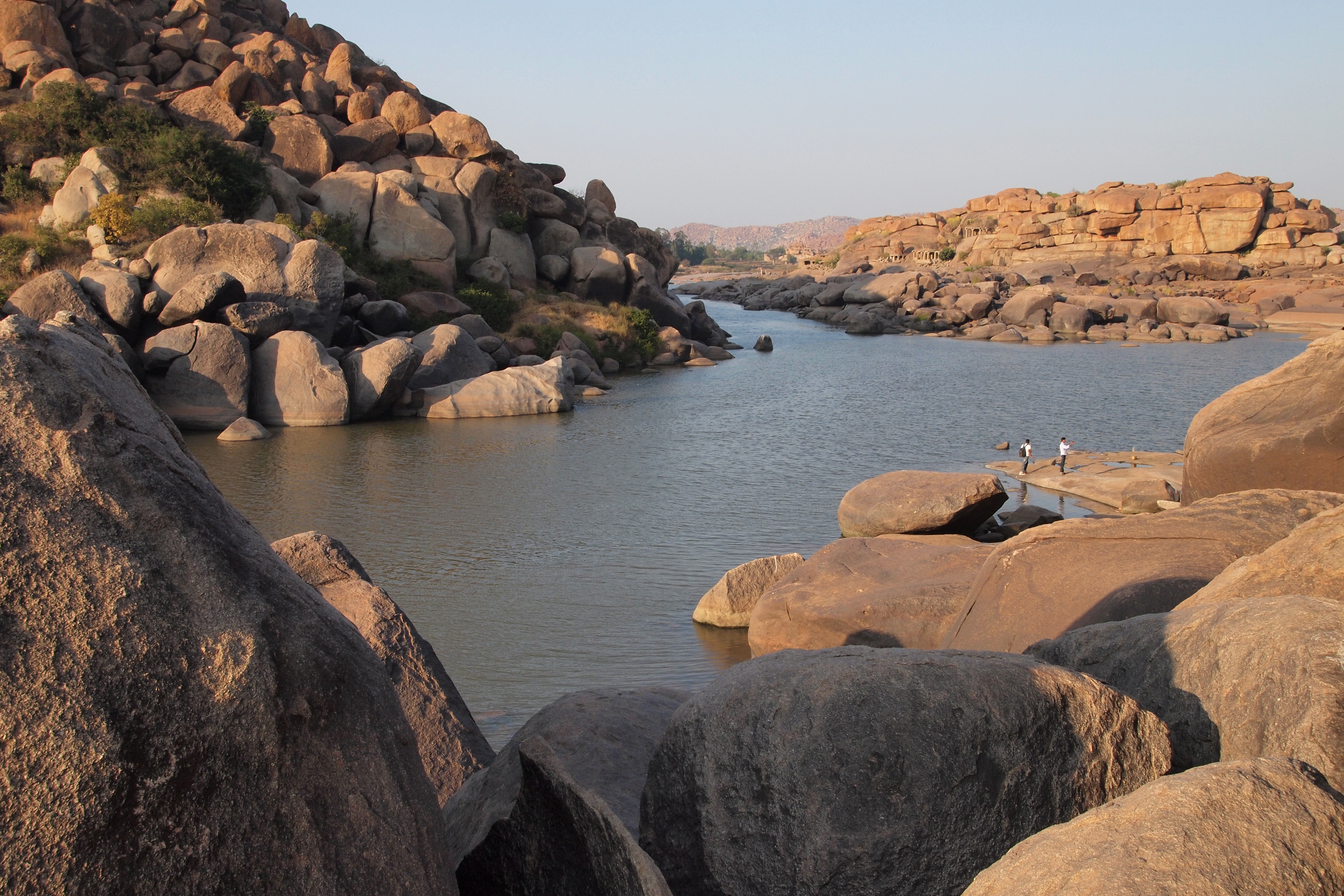
퉁가바드라강.

퉁가바드라강은 인도의 강으로, 카르나타카주를 시작으로 대부분의 과정에서 안드라프라데시주를 거쳐 안드라프라데시주의 무르바콘다 근처에서 크리슈나강과 합류한다.
퉁가바드라강은 서고츠산맥에서 발원하는 약 147km(91마일) 길이의 퉁가와 약 178km(111마일) 길이의 바드라라는 두 개천에서 유래한 이름이다. 시모가 근처에서 두 강이 합류한 후의 강은 안드라프라데시의 상가말레슈와람에서 크리슈나강과 합류할 때까지 약 531km(330마일)를 흐른다. 카르나타카주에서 382km(237마일), 카르나타카주와 안드라프라데시주의 경계를 이루는 58km(36마일), 안드라프라데시주에서 91km(57마일)를 더 이어진다. 이 강의 총 유역 면적은 크리슈나와 합류하는 지점까지 69,552㎢(26,854평방마일)이며 퉁가바드라 댐까지는 28,177㎢(10,879평방마일)이다. 주로 남서 몬순의 영향을 받는다. 다년생 강이지만 여름철에는 유량이 2.83~1.42 큐멕(100~50 큐멕)까지 줄어든다.